# Pudahuel
Pudahuel è un comune del Cile della provincia di Santiago. Si trova nella Regione Metropolitana di Santiago. Al censimento del 2002 possedeva una popolazione di 195.653 abitanti. 

## Società

### Evoluzione demografica
| Censimento del 1992 | Censimento del 2002 |
| 137.940 ab.         | 195.653 ab.         |